# Montappone
Montappone település Olaszországban, Marche régióban, Fermo megyében.

## Története
Az antik kor vége óta a tekintélyes Brunforte család uralta, bár mindig is Fermo befolyása alatt állt. A 14. század kezdetén Gentile da Mogliano lerombolta Montappone várát, amit a lakosok 1371-ben építettek újjá. 1808-ban Massa Fermana-val és Monte Vidon Corrado-val egyesült. Amikor a pápai uralom helyreállt, Montappone lett e kerület kormányzójának székhelye, aki előbb Falerone-ba, majd Montegiorgio-ba költözött innen.